# オラクス科
オラクス科（オラクスか、学名: Olacaceae）は、 ビャクダン目に属する被子植物である。 木本植物であり、熱帯世界の地域に自生している。
1998年のAPG体系および2003年のAPG体系2版では、オラクス科は、コア真正双子葉類ビャクダン目に分類された。分子レベルで分類される前は、オラクス科の範囲は、学者により大きく異なっていた。これらの様々な分類の中で、オラクス科には、約30属含まれていたが、15属はGRINによって認識されていた。 2008年に発表された系統の調査により、分子的そして形態的な特徴から7つのクレードに編成されたが、正式な再編成は提案されなかった。 このため、APG III体系では、「広義のオラクス科」として分類されたが、2010年にNickrentらによって、「広義のオラクス科」は7つの科に分割され、ボロボロノキ属は、ArjonaとQuinchamalium（両方ともビャクダン科に属していた）とともに、ボロボロノキ科とされた。

## 分類
APG IVでは以下のように7つの科に細分化されている。各科の日本語名は主に基礎生物学研究所の表記に従うこととする。また種の日本語表記は『熱帯植物要覧』第4版による。

### エリトロパルム科

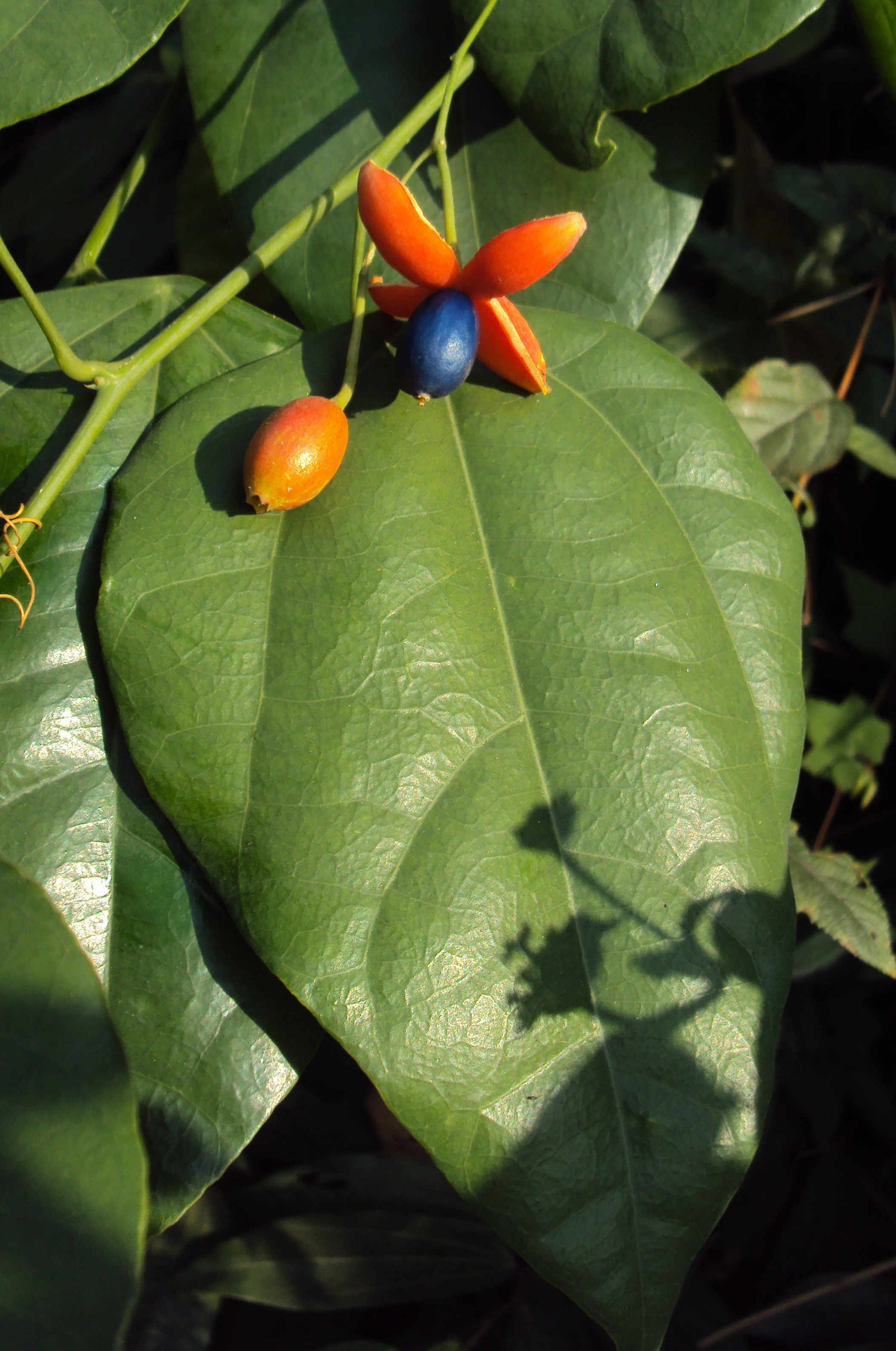
Erythropalum scandens

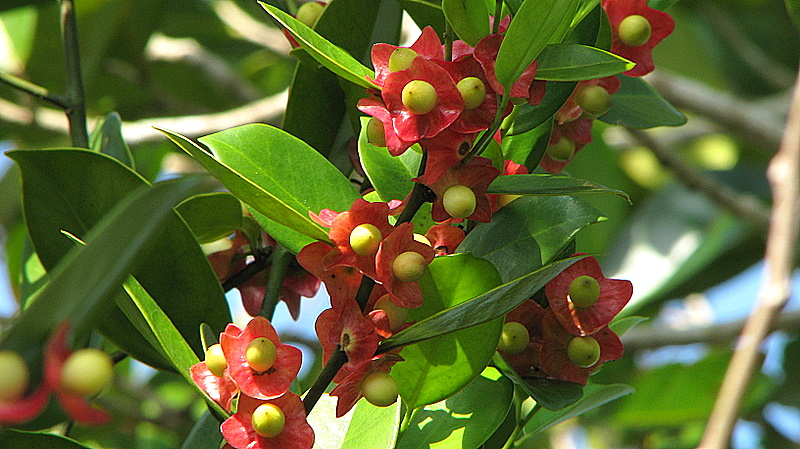
sv

エリトロパルム科（Erythropalaceae）は以下の4属からなり、汎熱帯的で東マレシアからタラウド諸島やフロレス島にかけて（ただしマダガスカルは除く）も見られるが大部分は中南米に分布する。
- Brachynema - 2種。
  - Brachynema axillare Duno & P.E.Berry
  - Brachynema ramiflorum Benth.
- Erythropalum エリトロパルム属 - 1属1種。
  - Erythropalum scandens Blume
- Heisteria - 少なくとも34種。
- Maburea - 1属1種。
  - Maburea trinervis Maas

### ストロンボシア科

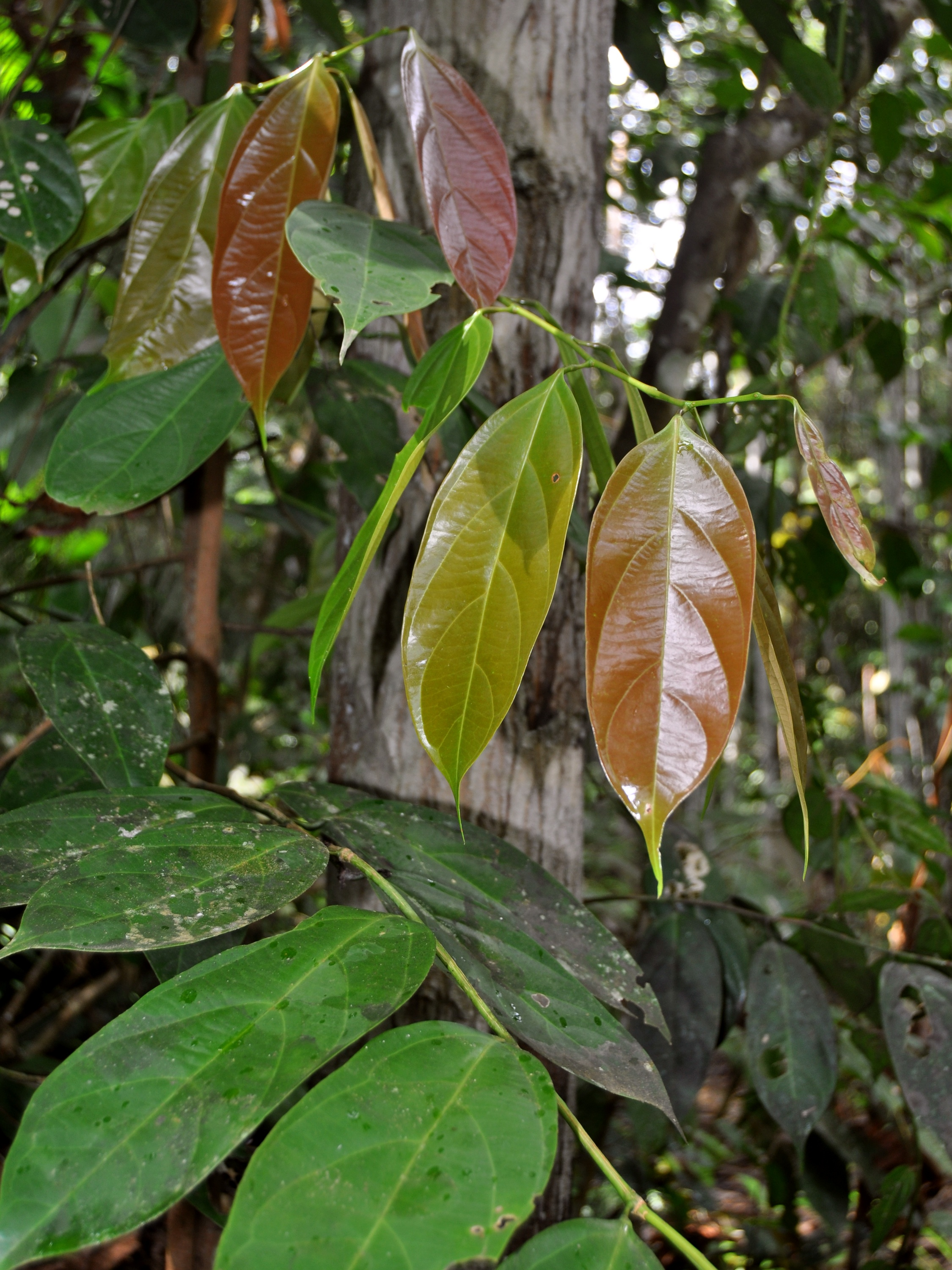
クリム

ストロンボシア科（Strombosiaceae）は以下の6属からなり、汎熱帯的に散らばって見られる。
- Diogoa - 2種。
  - Diogoa retivenia (S.Moore) Breteler
  - Diogoa zenkeri (Engl.) Exell & Mendonça
- Engomegoma - 1属1種。
  - Engomegoma gordonii Breteler
- Scorodocarpus - 1属1種。
  - Scorodocarpus borneensis (Baill.) Becc. クリム（マレー語: kulim）- 激しいニンニク臭のする中高木。葉序は互生（螺旋）であり、気乾比重0.64-1.08で耐久性はやや高い程度であるが抗虫性が高い材が得られる。乾燥させると放射割れが生じる。
- Strombosia ストロンボシア属 - 11種。
  - Strombosia ceylanica Gardner（シノニム: Strombosia maingayi (Mast.) Whitmore）ペタリンアエル（インドネシア名: petaling air）、カマップ（マレー語: kamap）- インド、スリランカ、マラヤ、スマトラ、ボルネオに見られる小-中高木で葉は互生、花は葉腋に群生し、気乾比重が0.91あるいは0.97で耐久性の高い材が得られる。
  - Strombosia javanica Blume ブリアンランダック（サラワク名: belian landak）- コーナー & 渡辺 (1969) ではストロンボシヤの名で掲載されている[9]。ミャンマーのタニンダーリ地方域やマラヤ、スマトラ、ジャワ、ボルネオに見られる中高木。葉は互生で食用となり花は腋生、気乾比重0.64で耐久性も抗虫性も低い材が得られる。
  - Strombosia pustulata Oliv. ポエ（コートジボワールのアベイ語（英語版）: poé[10]）- ギニア・コンゴ林全体に見られる高木。コンゴ民主共和国北東部のイトゥリの森（英: Ituri (Rain)forest）の地上部バイオマスを形成する樹種のうちの一つ[11]。葉は互生で、気乾比重0.90の重硬材が得られる。
- Strombosiopsis - 3種。
  - Strombosiopsis nana Breteler
  - Strombosiopsis sereinii Breteler
  - Strombosiopsis tetrandra Engl.
- Tetrastylidium - 2種。
  - Tetrastylidium grandifolium (Baill.) Sleumer
  - Tetrastylidium peruvianum Sleumer

### コウラ科

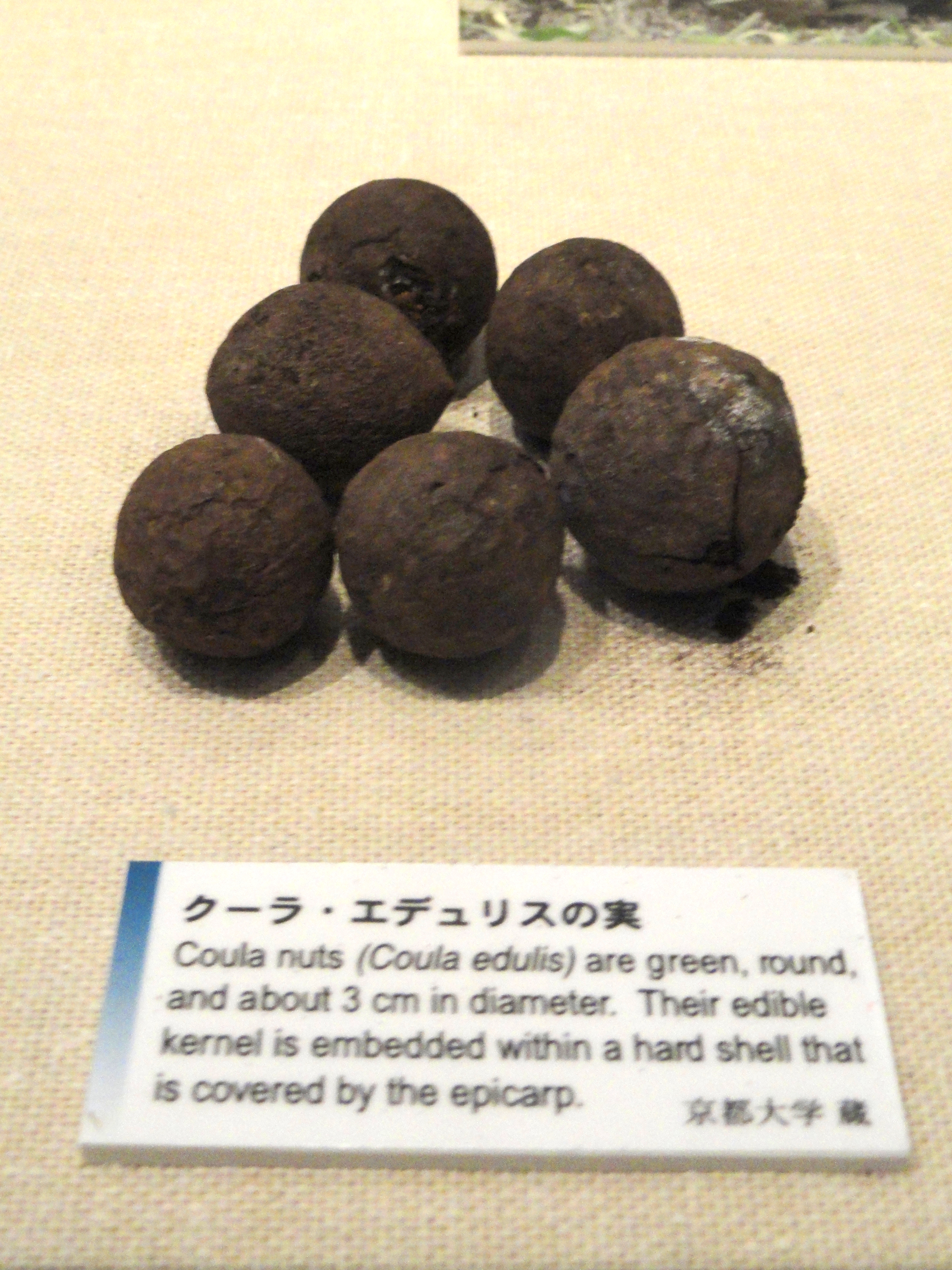
アフリカクルミ

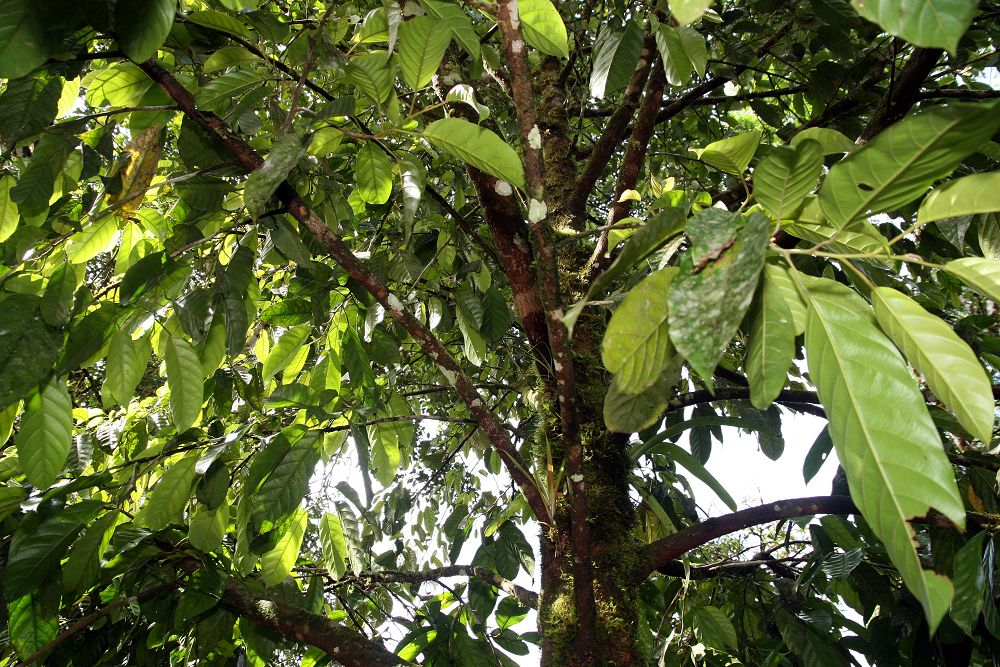
マンウッド

コウラ科（Coulaceae）は以下の3属からなり、いずれも1属1種である。
- Coula コウラ属
  - Coula edulis Baill. アフリカクルミ（英: African walnut）、クーラ・エデュリス - ガボンなど熱帯西アフリカに分布する高木。仁を生もしくは加熱処理あるいは発酵させて肉料理の薬味にするといった方法で食用とされる。
- Minquartia
  - Minquartia guianensis Aubl. マンウッド（英: manwood）- 中米と南米の北部に分布する樹木。気乾比重0.94で耐久性の高い材が得られる。
- Ochanostachys
  - Ochanostachys amentacea Mast. プタリン（インドネシア語およびマレー語: petaling）- マラヤ、スマトラ、ボルネオに分布する小-中高木。花は腋生の穂状花序。気乾比重0.80-1.10で干割れしやすいが耐久性の高い材が得られる。

### ハマナツメモドキ科

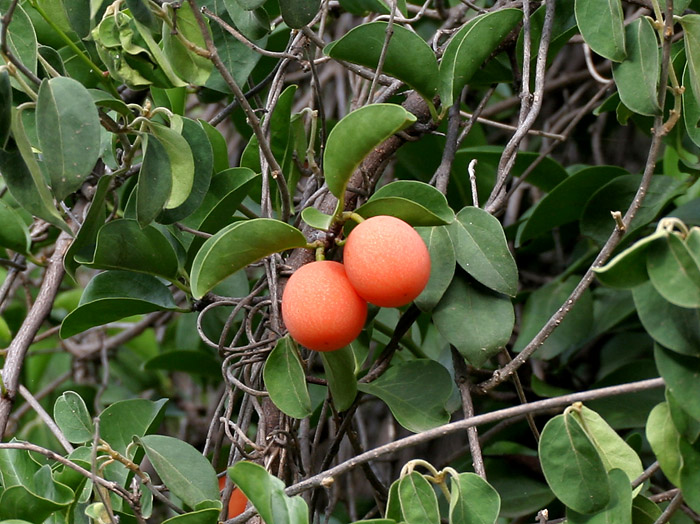
ハマナツメモドキ

ハマナツメモドキ科（キシメニア科とも、Ximeniaceae）は以下の4属からなり、分布は汎熱帯的。
- Curupira - 1属1種。
  - Curupira tefeensis G.A.Black
- Douradoa - 1属1種。
  - Douradoa consimilis Sleumer
- Malania - 1属1種。
  - Malania oleifera Chun & S.K.Lee
- Ximenia ハマナツメモドキ属（キシメニア属）- 少なくとも10種。
  - Ximenia americana L. ハマナツメモドキ - 熱帯、亜熱帯に分布し、特にマラヤ、南ベトナムに多く見られる低-小木。他の樹木に寄生し、葉腋に傘状総状花序をつける。ナツメに似た果実は生でも加工しても食べることが可能で、仁も食用とされる。気乾比重0.92で強靭な材が得られる。
- （Ximeniopsis）→ Ximenia

### アプタンドラ科

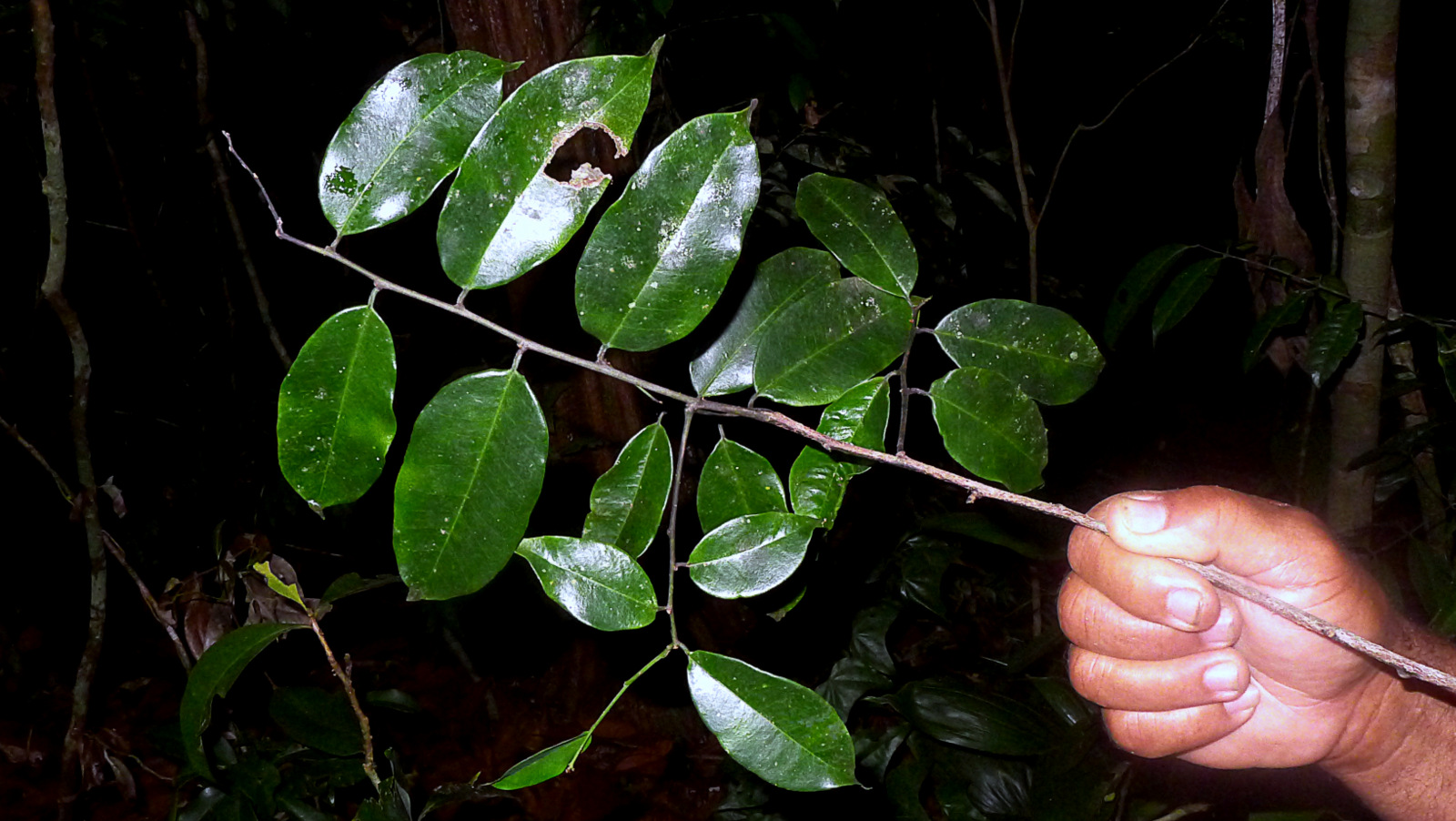
Aptandra tubicina

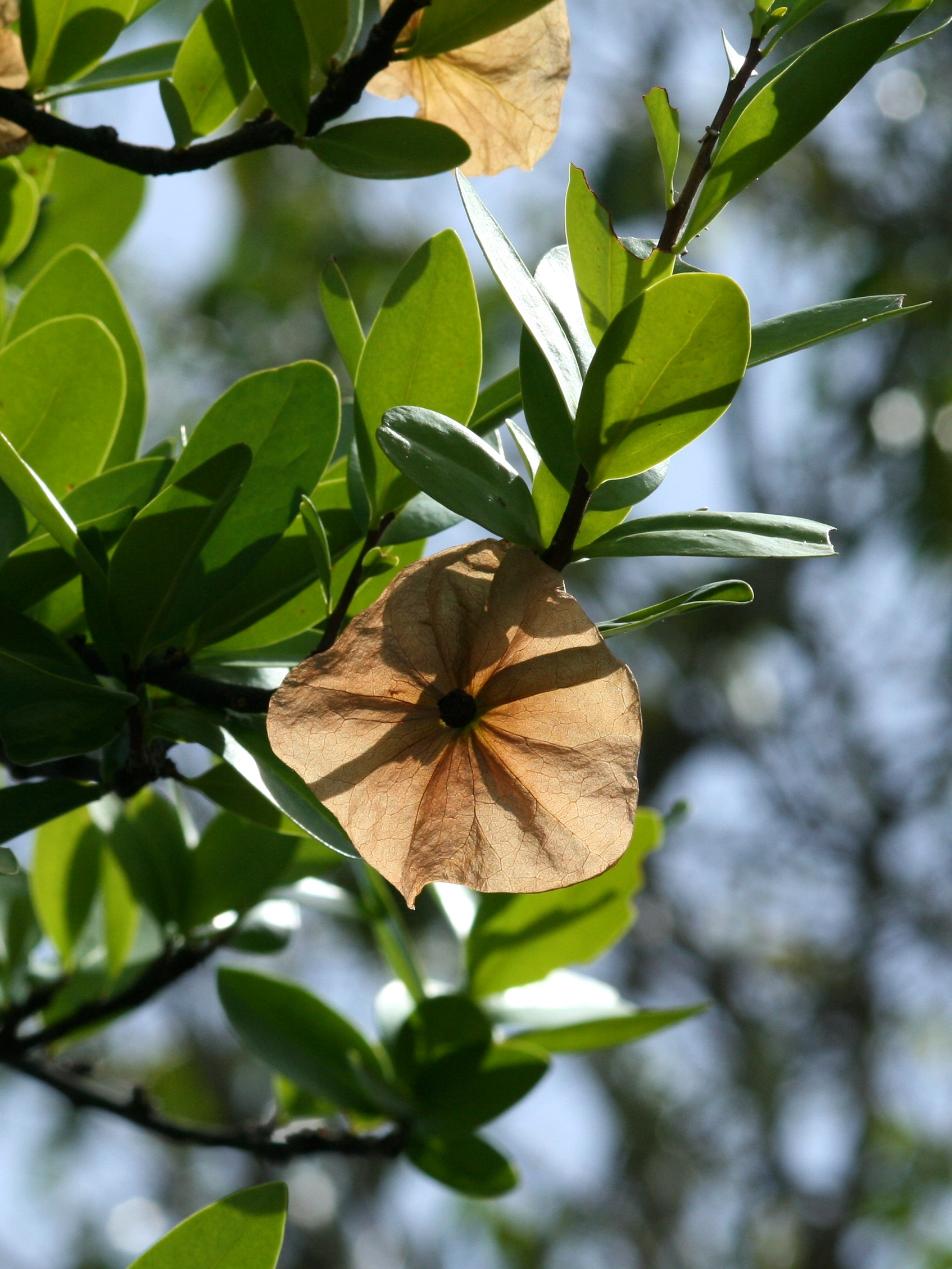
Chaunochiton angustifolium

アプタンドラ科（Aptandraceae）は以下の8属からなり汎熱帯的に分布し、中華人民共和国南東部と台湾にも見られる。
- Anacolosa - 15種。
  - Anacolosa frutescens (Blume) Blume（シノニム: Anacolosa luzoniensis Merr.）ガロナット（英: galo nut）- フィリピンに分布する中高木。葉は互生で花・果実は腋生。ハシバミに似た良い香りのする仁を持ち、食用とされる。
- Aptandra アプタンドラ属 - 4種。
  - Aptandra caudata A.H.Gentry & Ortiz
  - Aptandra liriosmoides Spruce ex Miers[12]
  - Aptandra tubicina (Poepp.) Benth. ex Miers
  - Aptandra zenkeri Engl.
- Cathedra - 5種。
  - Cathedra acuminata (Benth.) Miers
  - Cathedra bahiensis Sleumer
  - Cathedra grandiflora Loes.
  - Cathedra paraensis Sleumer
  - Cathedra rubricaulis Miers
- Chaunochiton - 3種。
  - Chaunochiton angustifolium Sleumer
  - Chaunochiton kappleri (Sagot ex Engl.) Ducke
  - Chaunochiton loranthoides Benth.
- Harmandia - 1属1種。
  - Harmandia mekongensis Baill.
- Hondurodendron - 1属1種。
  - Hondurodendron urceolatum C.Ulloa, Nickrent, Whitef. & D.L.Kelly
- Ongokea - 1属1種。
  - Ongokea gore (Hua) Pierre アングエク（ガボン名: angueuk）- リベリアからコンゴ民主共和国にかけて見られる大高木で、耐久性の高い材が得られる。
- Phanerodiscus - 3種。
  - Phanerodiscus capuronii Malécot, G.E.Schatz & Bosser
  - Phanerodiscus diospyroidea Capuron
  - Phanerodiscus perrieri Cavaco

### オラクス科（狭義）

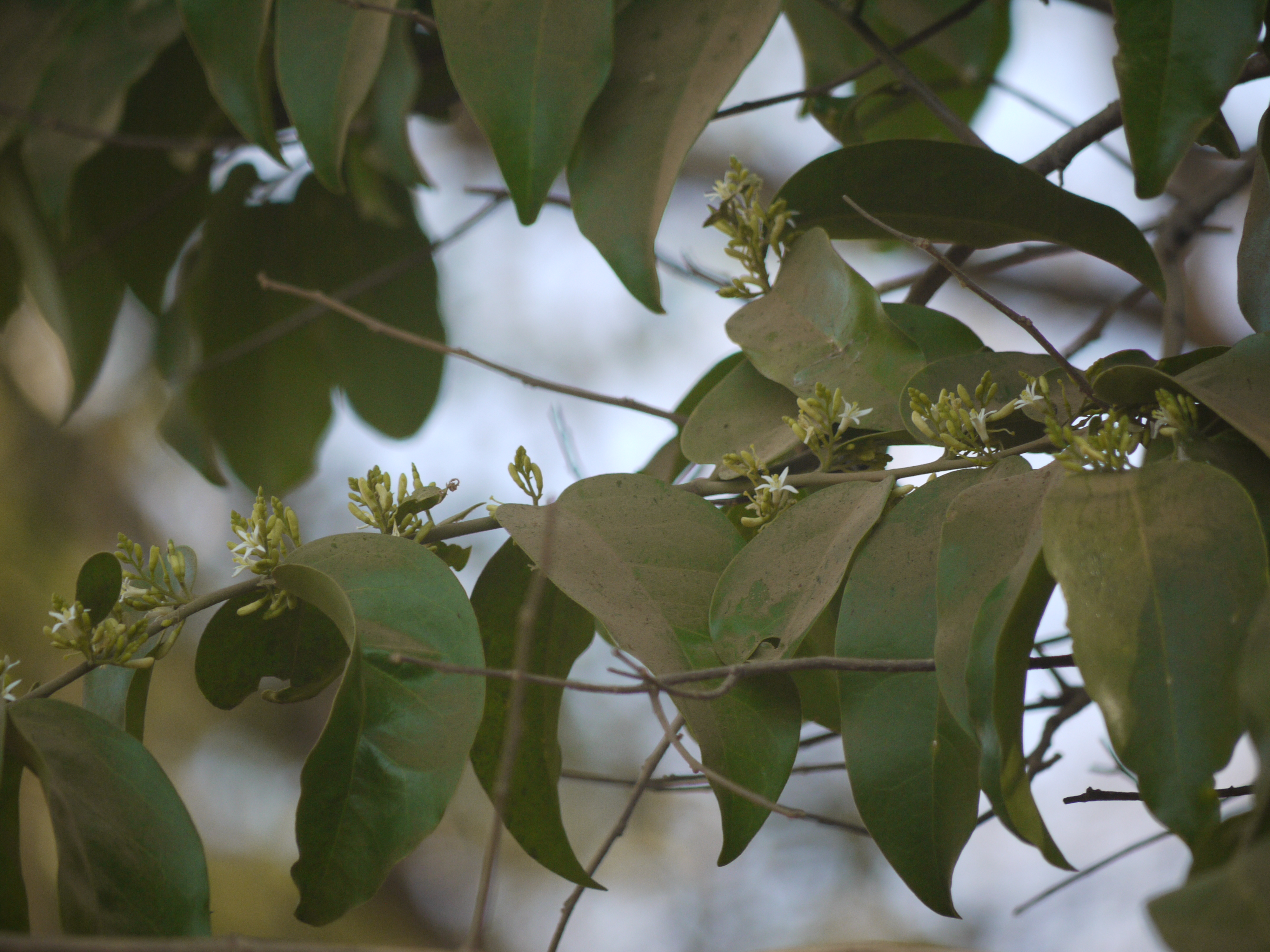
オラクス

狭義のオラクス科は以下の3属からなり、分布は汎熱帯的で中華人民共和国南部や台湾にも見られる。
- Dulacia - オラクス属のシノニム扱いとされる場合もある[13]。
- Olax オラクス属 - 少なくとも37種。
  - Olax imbricata Roxb. オラクス[14]
- Ptychopetalum プティコペタルム属 - 4種。薬用となる「ムイラプアマ（Muira Puama）」を含む[15]。
  - Ptychopetalum anceps Oliv.
  - Ptychopetalum olacoides Benth.
  - Ptychopetalum petiolatum Oliv.
  - Ptychopetalum uncinatum Anselmino

### オクトクネマ科
オクトクネマ科（Octoknemaceae）はオクトクネマ属（Octoknema）ただ1属14種のみからなり、熱帯アフリカに分布する。